# 중화민국 교육부 청년발전서

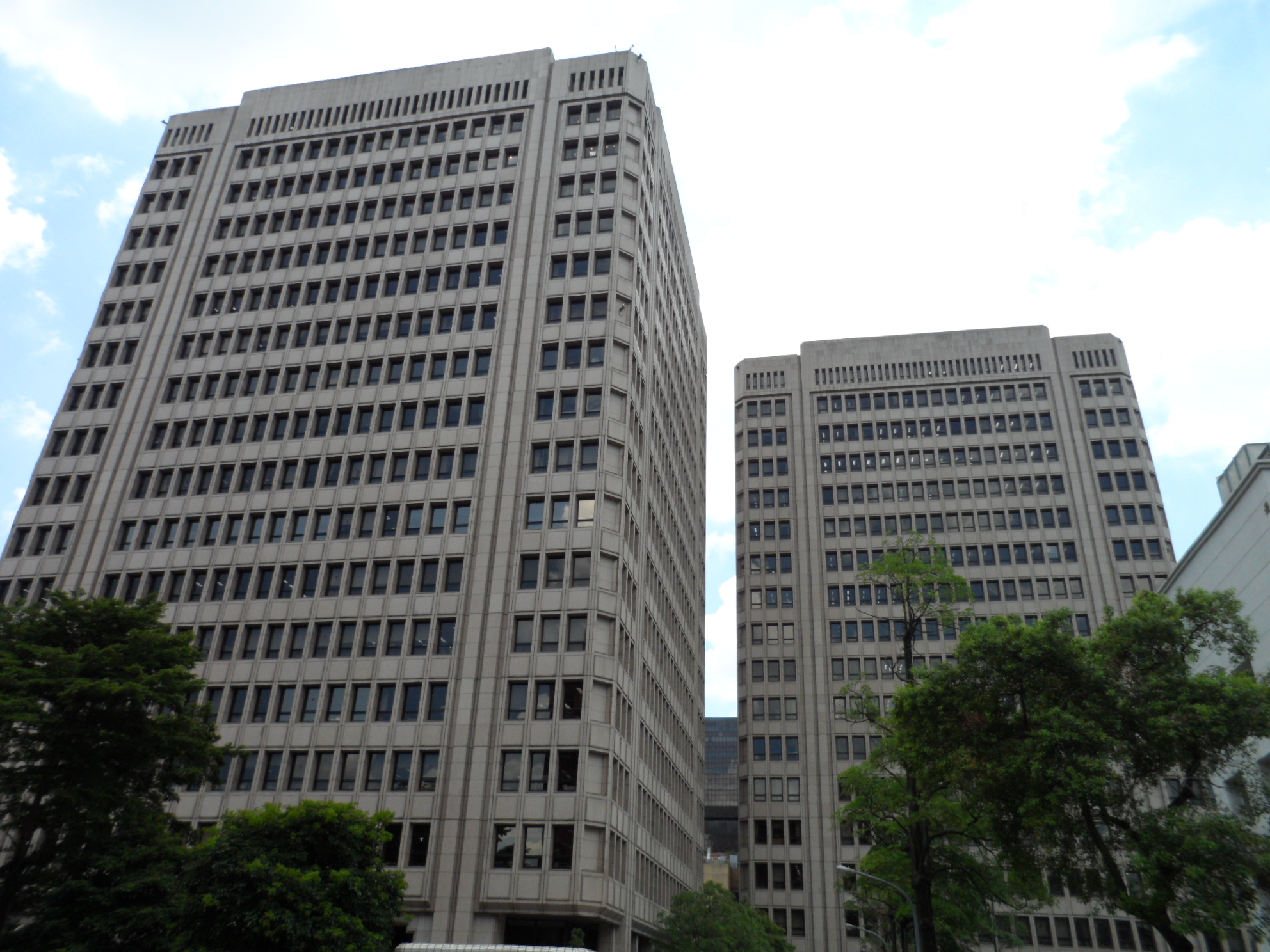
행정원청년보도위원회

행정원청년보도위원회(行政院青年輔導委員會)는 중화민국 행정원에 속하는 청소년에 관련된 사무를 맡고 있는 행정 기관이다. 1966년 1월 28일 전국의 청소년을 지도할 목적으로 설립되었다.

## 조직 현황
- 제1처:청소년 관련 기업 지도, 각종 서비스를 담당함.
- 제2처:청소년의 교육, 기능 훈련, 청소년 문제의 조사 연구를 담당함
- 제3처:해외 유학생의 귀국 서비스, 청소년의 공공 사업 참가 촉진 업무를 담당함.
- 제4처:청소년의 일반 지도, 자원봉사등에 관한 서비스를 담당함.
- 비서실
- 인사실
- 회계실
- 정풍실
- 청년직훈중심

## 같이 보기
- 중화민국 교육부